# Accipitriformes
Os Accipitriformes são um grupo de aves, tradicionalmente incluída nos Falconiformes (e, pela taxonomia de Sibley-Ahlquist, nos Ciconiiformes) mas actualmente elevada a uma ordem própria. A taxonomia exacta do grupo ainda não está bem definida, nomeadamente sobre se a família Cathartidae (abutres do Novo Mundo) deve ser incluída ou catalogada à parte (no entanto a União Ornitológica Internacional inclui-a nesta ordem).
A união ornitologica europeia (UOE) considereva a ordem válida bem antes da união ornitologica internacional (UOI)

## Famílias
- Sagittariidae: secretário
- Pandionidae: águia-pesqueira
- Accipitridae: águias, gaviões, milhafres, etc.
- Cathartidae : condores, urubus